# Orcagna

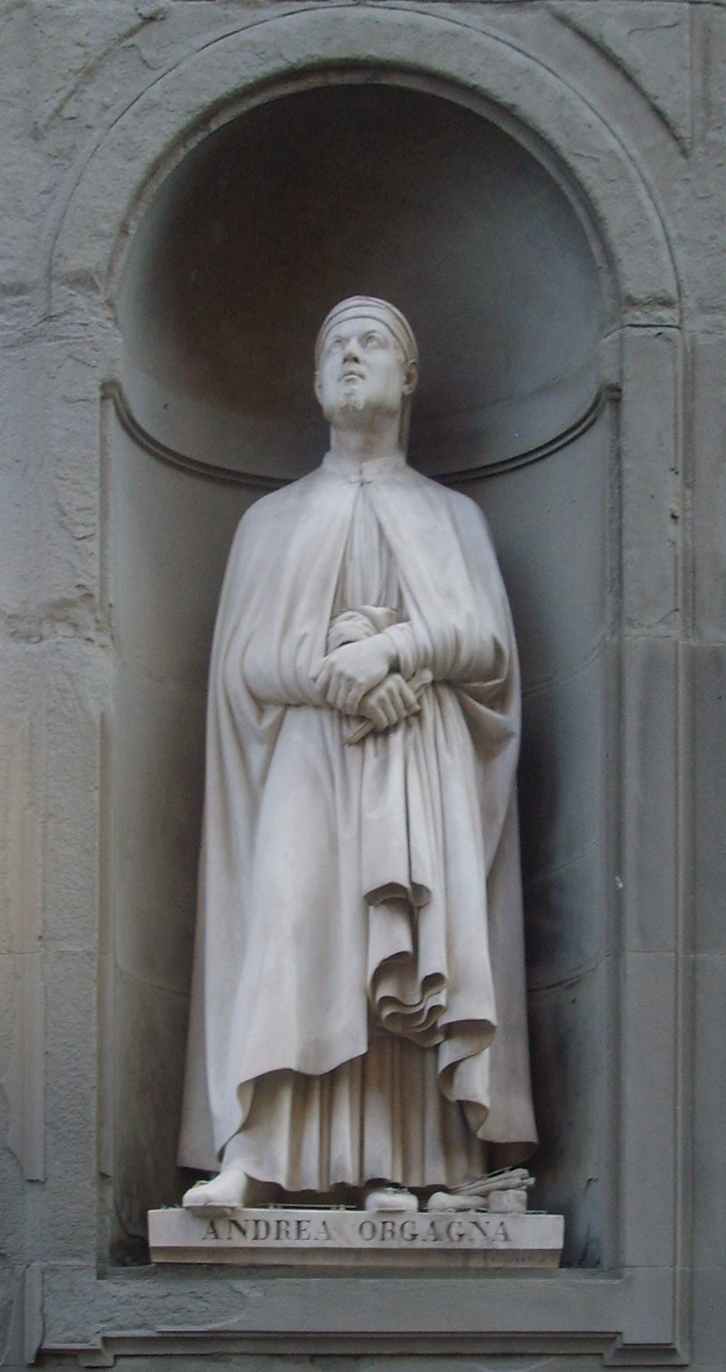
Statua, Galleria degli Uffizi a Firenze

Andrea di Cione di Arcangelo, soprannominato l'Orcagna, (1310 circa – 1368) è stato un pittore, scultore e architetto italiano, attivo a Firenze dal 1343.

## Biografia
Apprese il mestiere da Andrea Pisano e Giotto di Bondone, con i suoi fratelli Jacopo e Nardo di Cione, a loro volta artisti. Anche Matteo di Cione fu artista e precisamente scultore, ma di secondo piano. Nel 1357 firmò e datò una delle sue opere più importanti, il polittico con Cristo in trono e santi per la Cappella Strozzi di Mantova in Santa Maria Novella a Firenze, commissionato nel 1354 da Tommaso di Rossello Strozzi. Dal 1352 al 1359 fu capomastro di Orsanmichele, al cui interno è ancora presente il tabernacolo da lui realizzato nella navata destra, capolavoro scultoreo della seconda metà del Trecento fiorentino.

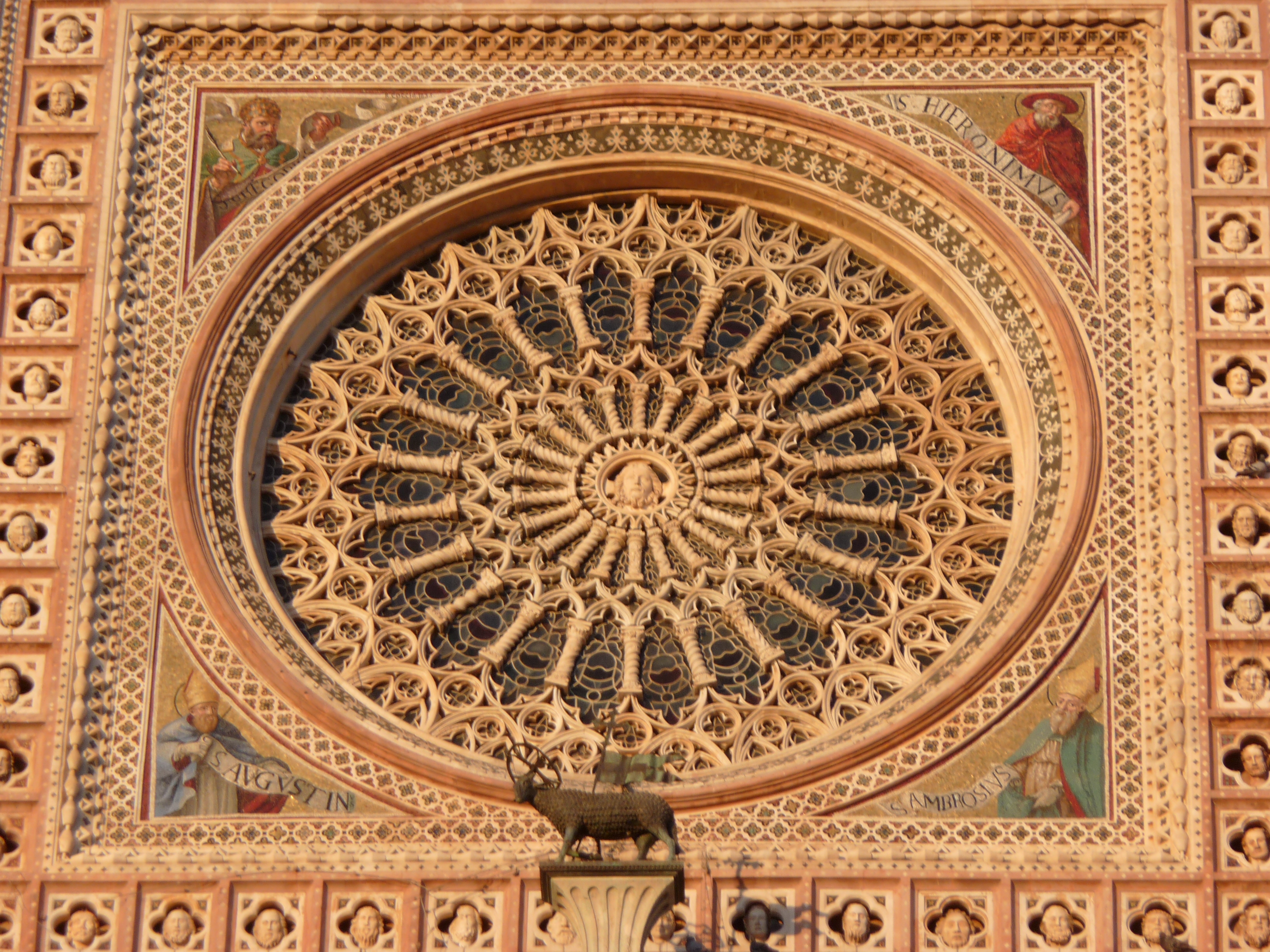
Il rosone del Duomo di Orvieto.

Collaborò in veste di architetto e consulente alla fabbrica di Santa Maria del Fiore e fu dal 1358 al 1362 capomastro del Duomo di Orvieto, ove realizzò il celebre rosone della facciata. Fra le altre opere attribuitegli, la cappella dell'Annunciazione e resti di affreschi nel coro di Santa Maria Novella, la grande Crocifissione e Ultima cena nel refettorio di Santo Spirito e frammenti di un Trionfo della morte nel museo di Santa Croce. Di datazione incerta è la Cacciata del Duca d'Atene in Palazzo Vecchio.
Tra le sue ultime opere, in cui è percepibile il progressivo contributo del fratello Jacopo, spiccano la Pentecoste alla Galleria dell'Accademia e il Trittico di san Matteo agli Uffizi, commissionato nel 1367 e per la morte del maestro l'anno seguente terminato dal fratello.

## Curiosità
- Insieme a Franco Sacchetti, l'Orcagna è l'anticipatore di quel genere comico definibile con il nome "alla burchia", un genere basato sui sonetti all'apparenza senza senso, ma con un significato sottile e molto spesso osceno.

- La Loggia della Signoria viene anche impropriamente chiamata Loggia dell'Orcagna, per la confusione relativa alla progettazione, che studi recenti hanno identificato come opera di Benci di Cione Dami, che non è parente di Andrea di Cione.